# Jules Vuillemin
Jules Vuillemin (Pierrefontaine-les-Varans, 15 februari 1920 - Les Fourgs, 16 januari 2001) was een Frans filosoof, gespecialiseerd in epistemologie. In zijn werk behandelt hij thema's zoals de epistemologie van de grondslagen van de wiskunde en andere thema's binnen de filosofie van de wiskunde. Hij was een van de weinige filosofen, naast bijvoorbeeld Gilles-Gaston Granger, die zich expliciet lieten inspireren door de analytische filosofie en ook auteurs (zoals Ludwig Wittgenstein) uit deze traditie in Frankrijk introduceerden. Zowel Vuillemin als Granger combineerden deze analytische filosofie echter met ideeën uit de Franse wetenschapsfilosofie, onder meer uit het werk van Gaston Bachelard.
In 1962 volgde hij Maurice Merleau-Ponty op aan het Collège de France en bezette tot 1980 de leerstoel van kennistheorie (philosophie de la connaissance). Hij was tevens goed bevriend met Tran Duc Thao, Michel Foucault en Michel Serres. Een bekend werk van Vuillemin is What are Philosophical Systems? (1986), waarin hij probeerde een indeling te maken van de verschillende filosofische systemen die in de geschiedenis van de filosofie terug te vinden zijn.

### Vertalingen
- Venetië, een spiegel (1986)